# Emma Tuahepa
Emma Touny Waundjua Tuhepha (sinh ngày 11 tháng 12 năm 1974) là một nhà hoạt động phòng chống HIV/AIDS ở Namibia. Năm 1996, cô là người phụ nữ Namibia đầu tiên tuyên bố công khai rằng cô bị nhiễm HIV. Cô trở thành một nhà hoạt động cấp cao về nhận thức về HIV/AIDS và những nỗ lực của cô đã được đền đáp, vì thuốc kháng retrovirus đã sớm đến để điều trị cho người Namibia bị nhiễm HIV/AIDS. Năm 2001, cô đồng sáng lập Lironga Eparu (để tồn tại) và là Điều phối viên quốc gia của Tổ chức. Cô đến từ Vùng Caprivi và theo học trường Cao đẳng Giáo dục Caprivi  trước khi nhận Bằng giảng dạy tại Đại học Giáo dục Windhoek và giảng dạy ngắn gọn tại Trường tiểu học Okuryangava.